# Roy Spencer

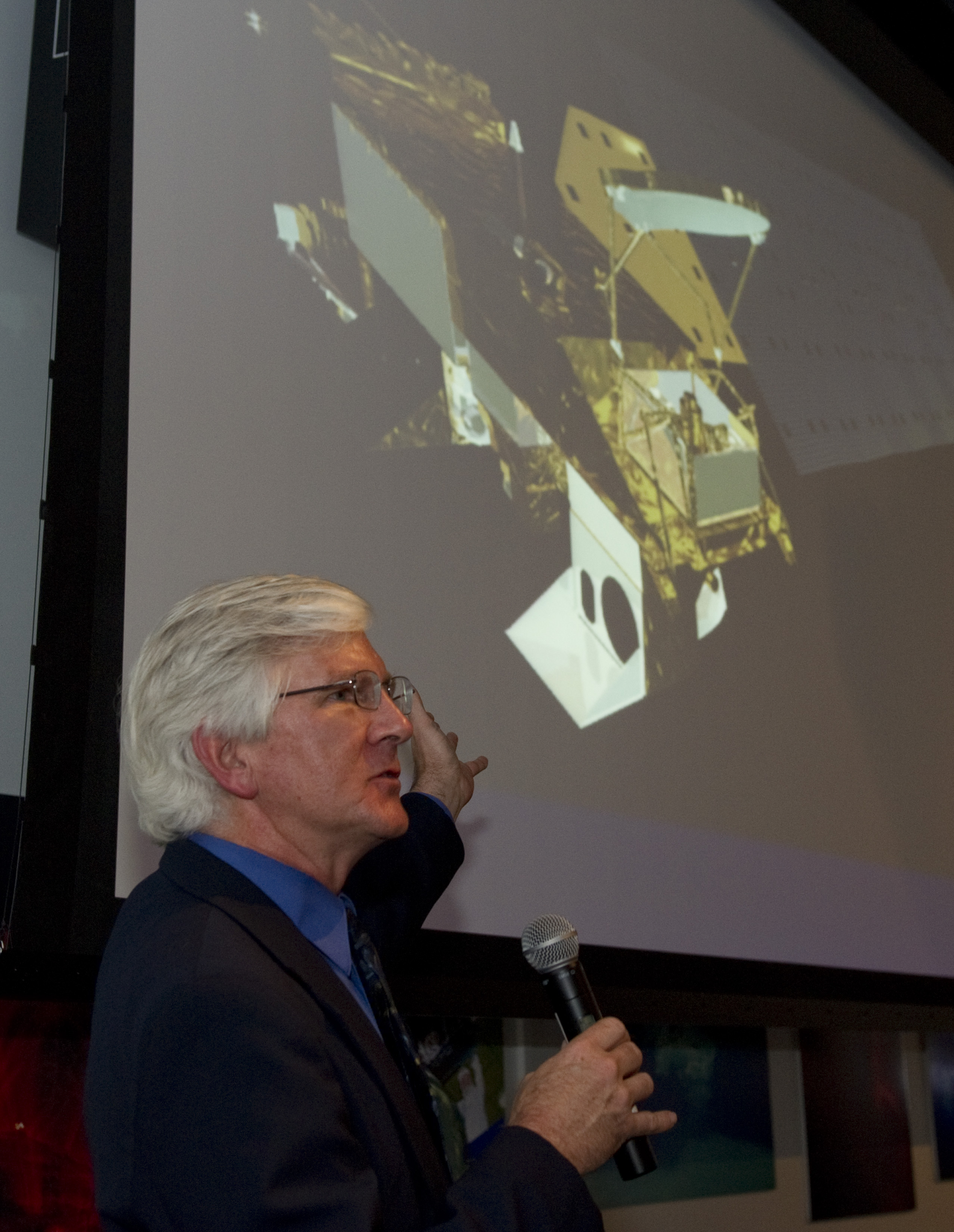
Roy Spencer

Roy W. Spencer (* 20. Dezember 1955) ist Forschungsleiter an der Universität Alabama in Huntsville und Leiter des US-Wissenschaftlerteams für das Advanced Microwave Scanning Radiometer (AMSR-E) des NASA-Satelliten Aqua. Er war am NASA Marshall Space Flight Center im Bereich der Klimaforschung tätig. Spencer ist vor allem wegen seiner Arbeiten im Bereich der Satelliten-gestützten Temperaturmessung bekannt, für die er mit dem Special Award der American Meteorological Society ausgezeichnet wurde. Spencer ist Klimaskeptiker, stand in Verbindung mit mehreren Organisationen der Organisierten Klimawandelleugnerszene wie dem Heartland Institute, dem George C. Marshall Institute und der Heritage Foundation und erhielt Zahlungen von der fossilen Energieindustrie, für die er als wissenschaftlicher Zeuge vor Gericht auftrat. Er ist zudem ein Anhänger von Intelligent Design, deren Ideen er wie seine Thesen zum Klimawandel öffentlich vertritt.
2025 begann er während der zweiten Amtszeit von Donald Trump für das Energieministerium der Vereinigten Staaten zu arbeiten.

## Ausbildung und Arbeiten
Spencer machte 1978 den B.S. in Atmospheric Sciences an der Universität Michigan im Jahr 1978 und 1980 bzw. 1982 den M.S. und Ph.D. in Meteorologie an der University of Wisconsin–Madison. Spencer entwickelte einen Algorithmus, um tropische Zyklone zu erkennen und ihre maximale Windgeschwindigkeit im Voraus zu schätzen. Dazu benutzte er die Advanced Microwave Sounding Unit (AMSU) der Universität Alabama.

## Klimaforschung
Roy Spencer ist bekannt für seine bedeutenden Beiträge zur satellitengestützten Temperaturmessung der Erde, insbesondere in der mittleren Troposphäre. Er hat zusammen mit seinem Kollegen John Christy von der University of Alabama in Huntsville (UAH) seit den 1990er Jahren Pionierarbeit in der Entwicklung und Interpretation von Satellitendaten geleistet. Sie entwickelten eine Methode zur Ableitung globaler Temperaturtrends aus Mikrowellenradiometern an Bord von Wettersatelliten, die die Mikrowellenstrahlung messen, die von Sauerstoffmolekülen in der Atmosphäre emittiert wird. Während diese Daten einen wichtigen Beitrag zur Klimaforschung leisten, wurden ihre Ergebnisse auch kritisiert, insbesondere in Bezug auf Unsicherheiten bei der Messung und der Kalibrierung der Satellitendaten und den Umgang dazu. Der Klimaforscher Andrew Dessler sagte vor der Untersuchungskommission der Staates Minnesota dazu folgendes aus:

„First, every few years, significant new issues are discovered in the satellite temperature record, some of which are still being resolved. Second, the errors Spencer and Christy make always tend to reduce the trend—i.e., they work to lessen the magnitude of climate change. Third, Spencer and Christy never discover these issues themselves.“

„Übersetzung: Erstens werden alle paar Jahre bedeutende neue Probleme in der Aufzeichnung der Satellitentemperaturen entdeckt, von denen einige noch immer nicht geklärt sind. Zweitens neigen die Fehler, die Spencer und Christy machen, immer dazu, den Trend abzuschwächen, d. h., sie tragen dazu bei, das Ausmaß des Klimawandels zu verringern. Drittens entdecken Spencer und Christy diese Fehler nie selbst.“

Spencer schlägt Hypothesen zum Klimawandel vor, die er auf Modelle basiert. Im August 2007 veröffentlichte er einen Artikel in Geophysical Research Letters bezüglich des Wolkenfeedbacks in den Tropen.
Das gegenwärtige Verständnis unseres Klimas sagt vorher, dass eine Zunahme von hochfliegenden, wärmeabsorbierenden Wolken die globale Erwärmung beschleunigen wird. Der Grund ist eine Zunahme der Konzentration von Treibhausgasen. Spencer fand in den Tropen nach eigenen Angaben jedoch ein negatives Feedback der Wolken, verglichen mit Klimamodellen in einer sehr kurzen Zeitspanne. Diese Beobachtung würde Richard Lindzens Iris-Hypothese stützen, nach der diese negative Rückkopplung die globale Erwärmung durch Anstieg der Treibhausgase weitgehend aufheben würde.
In einer Pressemitteilung sagte Spencer: „Um eine Vorstellung zu geben, wie stark dieser erweiterte Kühlungsmechanismus ist, so führt er zu einer Reduzierung der zukünftigen Erwärmung um über 75 %, wenn man ihn auf die globale Erwärmung bezieht.“ Spencer weiter: „Die große Frage, die zur Zeit niemand beantworten kann, lautet, ob dieser erweiterte Kühlungsmechanismus auf die globale Erwärmung bezogen werden kann, oder nicht.“
2011 kam es zu einer Kontroverse, nachdem Roy Spencer und William Braswell eine umstrittene Studie im Fachjournal Remote Sensing veröffentlicht hatten, in der sie die in aktuellen Klimamodellen ausgewiesenen Temperatursteigerungen anzweifelten. Die Studie löste unter Fachleuten scharfe Kritik aus und führte zum Rücktritt des Chefredakteurs des Journals, Wolfgang Wagner. In einem Editorial anlässlich seines Rücktritts erklärte Wagner, dass das Peer-Review-Verfahren „grundlegende methodische Fehler und Falschbehauptungen“ ausfindig machen solle. Die Studie von Spencer und Braswell sei jedoch höchstwahrscheinlich in beiderlei Hinsicht problematisch und habe darum eigentlich nicht veröffentlicht werden dürfen.

## Ansichten zur globalen Erwärmung
Roy Spencer bezeichnet sich selbst als „Klimaoptimisten“, der an der Quantifizierung des „Thermostaten der Natur“ arbeitet. In einigen Artikeln zeigte Spencer Ansichten, die der wissenschaftlichen Meinung zur globalen Erwärmung skeptisch gegenüberstehen.
2006 kritisierte Spencer Al Gores Film Eine unbequeme Wahrheit mit den Worten: „Zum Beispiel behauptet Herr Gore, dass die Erde jetzt wärmer wäre als sie in tausenden von Jahren gewesen war. Doch der jüngste United States National Academy of Sciences (NAS) Report zu diesem Thema gab nun zu, dass alles, was wir wirklich wissen, darin besteht, dass es jetzt wärmer ist als in den letzten 400 Jahren, was vor allem auf die Kleine Eiszeit zurückzuführen ist.“
Die Zusammenfassung des NAS Reports (S. 3) stellt fest:
„Mit hoher Sicherheit kann gesagt werden, dass die globale Durchschnittstemperatur der Erdoberfläche in den letzten Jahrzehnten des 20. Jahrhunderts höher war als in jeder vergleichbaren Periode in den vorangegangenen 400 Jahren. Diese Feststellung wird gerechtfertigt durch die Konsistenz einer großen Bandbreite von geographisch verschiedenen Indikatoren.“
„Weniger Vertrauen kann man in die großangelegten Rekonstruktionen der Oberflächentemperaturen für die Periode von 900 - 1600 setzen. Die gegenwärtig verfügbaren Indikatoren weisen darauf hin, dass die Temperaturen an vielen, jedoch nicht an allen, Orten in den letzten 25 Jahren höher waren als während irgendeiner Periode vergleichbarer Länge seit 900. Die Unsicherheiten bei der Rekonstruktion der durchschnittlichen Hemisphären- oder globalen Temperaturen aus diesen Daten wächst beträchtlich, je weiter man in der Zeit zurückgeht; sie sind noch nicht voll quantifiziert.“
„Sehr geringes Vertrauen kann man gegenüber Aussagen bezüglich der globalen Oberflächentemperatur vor dem Jahr 900 auf Grund der unzureichenden Daten haben und weil die Unsicherheiten der Daten und der Methoden, sie zu analysieren und kombinieren, größer sind als für jüngere Zeitabschnitte.“
Am 26. Februar 2007 schrieb Spencer in einer Kolumne für die New York Post: „Im Gegensatz zur öffentlichen Meinung haben nur wenige Wissenschaftler in der Welt – möglicherweise keiner – ein ausreichend sorgfältiges, umfassendes („big picture“) Verständnis des Klimasystems, auf das man sich verlassen könnte, um das Ausmaß der globalen Erwärmung vorhersagen zu können. Für die Öffentlichkeit sehen wir vielleicht alle wie Experten aus, aber die große Mehrheit von uns arbeitet nur an einem kleinen Anteil des Problems.“
In einem Interview mit dem konservativen Talkmaster Rush Limbaugh am 28. Februar 2007 sagte Spencer, dass er nicht daran glaube, dass eine „katastrophale menschengemachte globale Erwärmung“ auf uns zukommt. Er kritisierte auch Klimamodelle mit den Worten: „Die Leute, die die Klimamodelle entwickelt haben, welche die globale Erwärmung vorhersagen, glauben, dass sie genügend Physik in diesen Modellen haben, um die Zukunft vorherzusagen. Ich glaube, dass sie es nicht haben. Ich glaube, dass das Klimasystem, das Wetter, wie es heute in der realen Welt ist, eine Stabilität zeigt, die sie in ihren Klimamodellen noch nicht berücksichtigt haben.“ Roy Spencer tritt auch in dem Film The Great Global Warming Swindle auf, in dem die menschengemachte globale Erwärmung abgestritten wird.
Spencer wurde von Rush Limbaugh, dem Besitzer des Excellence In Broadcasting network „offizieller Klimatologe des EIB network“ genannt.
Spencer sagte vor dem Waxman Komitee zur politischen Einflussnahme auf die Klimatologie am 19. März 2007 aus.
2008 veröffentlichte Spencer ein Buch über den Klimawandel: Climate Confusion: How Global Warming Hysteria Leads to Bad Science, Pandering Politicians and Misguided Policies that Hurt the Poor.
Spencer war Mitglied oder Mitarbeiter verschiedener Klimaleugnerorganisationen, u. a. des Heartland Institute des George C. Marshall Institute. In einem Artikel für das Heartland-Institut kritisierte er 2024 die Vorhersagequalität der Klimamodelle. Dieser Artikel wurde vom Klimawissenschaftler Gavin Schmidt entkräftet und bewusste Irreführung bewertet. Spencer tritt zudem regelmäßig bei Veranstaltungen und Publikationen des zur organisierten Klimaleugnerszene gezählten US-Think-Tanks Heritage Foundation auf, um seine Standpunkte zu präsentieren, wo er bis Februar 2025 als auch als Visiting Fellow geführt wurde.
Im Juni 2016 wurden infolge des Insolvenzverfahrens des Kohlekonzerns Peabody Energy, der eine wichtige Rolle bei der organisierten Leugnung des Klimawandels spielte, Akten öffentlich, die belegen, dass das Unternehmen eine Vielzahl von klimaskeptischen Organisationen und Personen finanzierte. In diesem Zusammenhang wurde auch Spencer genannt. Zuvor hatte Spencer für den Konzern als Zeuge vor Gericht über die Sozialen Kosten des Kohlenstoffdioxidausstoßes ausgesagt.

## Ansichten zu Intelligent Design
Über die Pseudowissenschaft Intelligent Design schrieb Spencer 2005: „Vor zwanzig Jahren studierte ich als Doktorand intensiv die Kontroverse zwischen Evolution und Intelligent Design über einen Zeitraum von zwei Jahren. Und schließlich wurde ich mir – trotz meiner vorigen Akzeptanz der Evolutionstheorie als 'Fakt' – darüber klar, dass Intelligent Design als eine Theorie des Ursprungs nicht mehr religiös und nicht weniger wissenschaftlich ist, als der Evolutionismus. ... In der wissenschaftlichen Community bin ich damit nicht allein. Es gibt da draußen eine Menge guter Bücher zu diesem Thema. Merkwürdigerweise sind die meisten dieser Bücher von Wissenschaftlern geschrieben worden, die ihren Glauben an die Evolution als Erwachsene verloren, nachdem sie gelernt hatten, wie sie ihre analytischen Fähigkeiten, die sie im College gelernt hatten, anwenden sollten.“
Er war mit Stand 2014 auch Mitglied der marktfundamentalistisch-evangelikal ausgerichteten Frontgruppe Cornwall Alliance, die ebenfalls Falschinformationen zum Klimawandel verbreitet.

## Auszeichnungen
- 1989: MSFC Center Director’s Commendation.
- 1990: Alabama House of Representatives Resolution #624.
- 1991: NASA Exceptional Scientific Achievement Medal (mit John Christy).
- 1996: AMS Special Award „für die Entwicklung von globalen, präzisen Messdaten der Erdtemperatur durch polar-orbitale Satelliten, die unsere Fähigkeit, das Klima zu beobachten, grundlegend vorangebracht hat.“ (mit John Christy)[30]

## Ausgewählte Veröffentlichungen

### Bücher
- Roy W. Spencer: Climate Confusion: How Global Warming Hysteria Leads to Bad Science, Pandering Politicians and Misguided Policies that Hurt the Poor. Encounter Books, 2008, ISBN 978-1-59403-210-3.

### Wissenschaftliche Arbeiten
- Spencer, R.W. et al. Cloud and radiation budget changes associated with tropical intraseasonal oscillations (PDF; 352 kB) – Geophysical Research Letters, 2007.
- Spencer, R.W., und W.D. Braswell, 1997: How dry is the tropical free troposphere? Implications for global warming theory. Bulletin of the American Meteorological Society, 78.
- John R. Christy, Roy W. Spencer, William D. Braswell, Kevin E. Trenberth, James W. Hurrell: How accurate are satellite ’thermometers‘?, Nature, 25. September 1997, doi:10.1038/38640.
- Spencer, R.W., J.R. Christy, und N.C. Grody, 1996: Analysis of "Examination of ‘Global atmospheric temperature monitoring with satellite microwave measurements’". Climatic Change, 33, 477-489.
- Spencer, R.W., W. M. Lapenta, und F. R. Robertson, 1995: Vorticity and vertical motions diagnosed from satellite deep layer temperatures. Mon. Wea. Rev., 123,1800-1810.
- Christy, J.R., R.W. Spencer, und R.T. McNider, 1995: Reducing noise in the MSU daily lower-tropospheric temperature dataset. J. Climate, 8, 888-896.
- Spencer, R.W., R.E. Hood, F.J. LaFontaine, E.A. Smith, R. Platt, J. Galliano, V.L. Griffin, und E. Lobl, 1994: High-resolution imaging of rain systems with the Advanced Microwave Precipitation Radiometer. J. Atmos. Oceanic Tech., 11, 849-857.
- Spencer, R.W., 1994: Global temperature monitoring from space. Adv. Space Res., 14, (1)69-(1)75.
- Spencer, R.W., 1993: Global oceanic precipitation from the MSU during 1979–92 and comparisons to other climatologies. J. Climate, 6, 1301-1326.
- Spencer, R.W., und J.R. Christy, 1993: Precision lower stratospheric temperature monitoring with the MSU: Technique, validation, and results 1979–91. J. Climate, 6, 1301-1326.
- Spencer, R.W., und J.R. Christy, 1992a: Precision and radiosonde validation of satellite gridpoint temperature anomalies, Part I: MSU channel 2. J. Climate, 5, 847-857.
- Spencer, R.W., und J.R. Christy, 1992b: Precision and radiosonde validation of satellite gridpoint temperature anomalies, Part II: A tropospheric retrieval and trends during 1979–90. J. Climate, 5, 858-866.
- Spencer, R.W., J.R. Christy, und N.C. Grody, 1990: Global atmospheric temperature monitoring with satellite microwave measurements: Method and results, 1979–84. J. Climate, 3, 1111-1128.
- Spencer, R.W., und J.R. Christy, 1990: Precise monitoring of global temperature trends from satellites. Science, 247, 1558-1562.
- Spencer, R.W., D.W. Martin, B.B. Hinton, und J.A. Weinman, 1983: Satellite microwave radiances correlated with radar rain rates over land. Nature, 304, 141-143.

### Artikel
- 'McCain's Assault on Reason, National Review (May 13, 2008)
- Roy Spencer über globale Erwärmung und den Thermostat der Natur
- Roy Spencer Audio Präsentation 2008 Heartland Institute International Climate Change Conference.
- Cirrus disappearance: Warming might thin heat-trapping clouds 2007
- Tropospheric temperature change since 1979 from tropical radiosonde and satellite measurements. Christy et al. JOURNAL OF GEOPHYSICAL RESEARCH, VOL. 112, D06102, doi:10.1029/2005JD006881, 2007
- Even with Needed Corrections, Data Still Don't Show the Expected Signature of Global Warming Statement Concerning the Role of Water Vapor Feedback in Global Warming Dem US House Science Committee Subcommittee on Energy and the Environment präsentiert am 7. Oktober 1997.
- Star Search Artikel über Al Gores Film "An Inconvenient Truth".
- When Is Global Warming Really a Cooling? von Roy Spencer
- "NOT THAT SIMPLE GLOBAL WARMING: WHAT WE DON'T KNOW" von ROY W. SPENCER NY Post vom 26. Februar 2007.
- Global Warming Hysteria Has Arrived? Artikel von Roy Spencer im TCSDaily.
- Let Them Confess Their Faith Artikel.
- Manmade Global Warming: A Pending Catastrophe, or False Alarm? (video, abstract) – Präsentiert am 25. Januar 2008 auf dem Treffen der Philosophical Society of Washington.